# 相続放棄
相続放棄（そうぞくほうき）とは、民法上の概念、用語の一つであり、相続人が遺産の相続を放棄することでありプラスの財産もマイナスの財産も一切相続しないことである。被相続人の負債が明らかに多いないし保証債務があるなど相続にリスクが大きい場合や、家業の経営を安定させるために後継者以外の兄弟姉妹が相続を辞退するときなどに使われる。なお、相続人であることを本人が知った日より3か月以内かつ単純承認したとみなされていない時に限定承認又は相続放棄のどちらかを選択しなかった相続人は（家庭裁判所に期間の伸長を申し出なければ）単純承認とみなされる（民法915条1項、921条2号）。
以下、民法については条数のみ記載する。

## 相続放棄の方法
相続の放棄をしようとする者は、その旨を被相続人の最後の住所を受け持つ家庭裁判所に申述しなければならない（938条、家事事件手続法、非訟事件手続法）。限定承認と違い、それ以上の手続は必要ない。
申請を受理させる場合、以下の条件を満たす必要がある。
1. 相続人である事を本人が知った日より3カ月以内である事
2. 相続の権利のある者が遺産に手を付けるなどで単純承認とみなされる行為をしていない[3]

申述に際しては、被相続人の住民票除票又は戸籍の附票に加え、申述人と被相続人との関係に応じた戸籍謄本の添付が必要となる。
必要書類を家庭裁判所に提出すると、約1週間〜10日程度で、申述人のもとに「相続放棄照会書（回答書）」が送られてくる。この回答書に必要事項を記入し、家庭裁判所に返送する必要がある。
回答書を返送し、相続放棄の手続きが完了すると、家庭裁判所から「相続放棄申述受理通知書」が送られてくる。これをもって相続放棄の手続きは終了する。
相続の開始前には、強要のおそれがあるので放棄はできない。また、相続分の放棄とは異なる（時期の制限がなく、方式も問われない）。
なお、生命保険の死亡保険金は被相続人の財産ではなく、保険金受取人の固有の財産と見なされるので、保険金受取人でもある法定相続人が相続を放棄しても死亡保険金を受け取ることができる。

## 相続放棄の効果

### 民法
相続放棄をした者は、初めから相続人とならなかったものとみなされ、遺産分割と異なり、第三者の権利を害することはできないという制限はない（939条）。
放棄者の直系卑属について代襲相続も発生しない（887条2項参照）。父母の相続を放棄後、祖父母の相続が発生した場合、放棄した事実には影響されずなお祖父母の代襲相続人である。
相続財産の管理義務として、自己の財産におけるのと同一の注意義務（940条）があり、単純承認、相続放棄と共通する効果として撤回の禁止（919条）がある。
同順位者全員の相続放棄により、後順位の者が相続人となる。たとえば子全員が相続放棄をすると、直近の直系尊属（父母等）が相続人となる。直系尊属が不存在か相続放棄するなら、被相続人の兄弟姉妹が相続人となる。
したがって、相続財産が債務超過の場合、債務を免れるためには、配偶者を含めこれらの者すべてが順次、または同時に相続放棄をする必要がある。すべての相続人が相続を放棄した場合の取扱いは、「相続人の不存在#相続財産法人の成立」を参照。
なお、被相続人が死亡して3ヶ月経過していても、前順位者全員の放棄が申述受理されたこと、すなわち自己が相続人になったことを知ったときから起算する。数次相続の場合、相続人が3ヶ月の熟慮期間中に放棄することなく死亡した場合、その地位も相続する。
相続放棄による財産分与は詐害行為取消権の対象にはならない。

### 税法
相続放棄をしても、他の相続人らが納付すべき相続税の総額は原則として変化しない。これは、相続放棄をすることで相続税の総額を変動させることができるとすると、租税回避を誘発もしくは逆に放棄を逡巡させるおそれが高いためである。例えば、長男が被相続人の場合に、両親が相続放棄をすることで次男～五男までが法定相続人となるとすると、法定相続人の人数の増加分だけ非課税限度額が増加し、納付税額が減少する。このような租税回避行為を防止するために、相続税法上、相続放棄によって法定相続人の数は変化しないこととされている。

## 相続放棄と登記
相続放棄には絶対的な遡及効があるので、登記なくして第三者に対抗できるとするのが判例である。

## 相続放棄の理由と件数
1990年代のバブル崩壊直後は事業で失敗した親の借金を引き継がない目的で相続を放棄するケースが相次いだ。2010年代に入ると、地方における地価の低迷で売却できず、且つ利用する予定もない家屋や土地など（いわゆる負動産）を引き継ぎたくない、または近年の核家族と少子高齢化により、被相続人の子供や兄弟がいない、あるいは既に死去しているなどの理由で被相続人と殆ど交流がなかった甥や姪といった遠い親類が法定相続人となり、相続放棄を選ぶケースが増えている。司法統計によると、1989年（平成元年）には4万3626件だった相続放棄の申立件数が30年後の2018年（平成30年）にはほぼ5倍となる21万5320件に増加。2022年（令和4年）には過去最多となる26万497件が受理されている。

## 注意点
墓地・仏壇・位牌等の祭祀財産は、相続法の対象ではなく、祭祀財産承継法の対象のため、相続放棄が出来ないことに注意する。なお祭祀財産の承継対象者は、故人が遺言で指命する、葬儀の喪主が引き継ぐ、家庭裁判所が指定するの3パターンある。